# Altes Schloss (Behringersdorf)

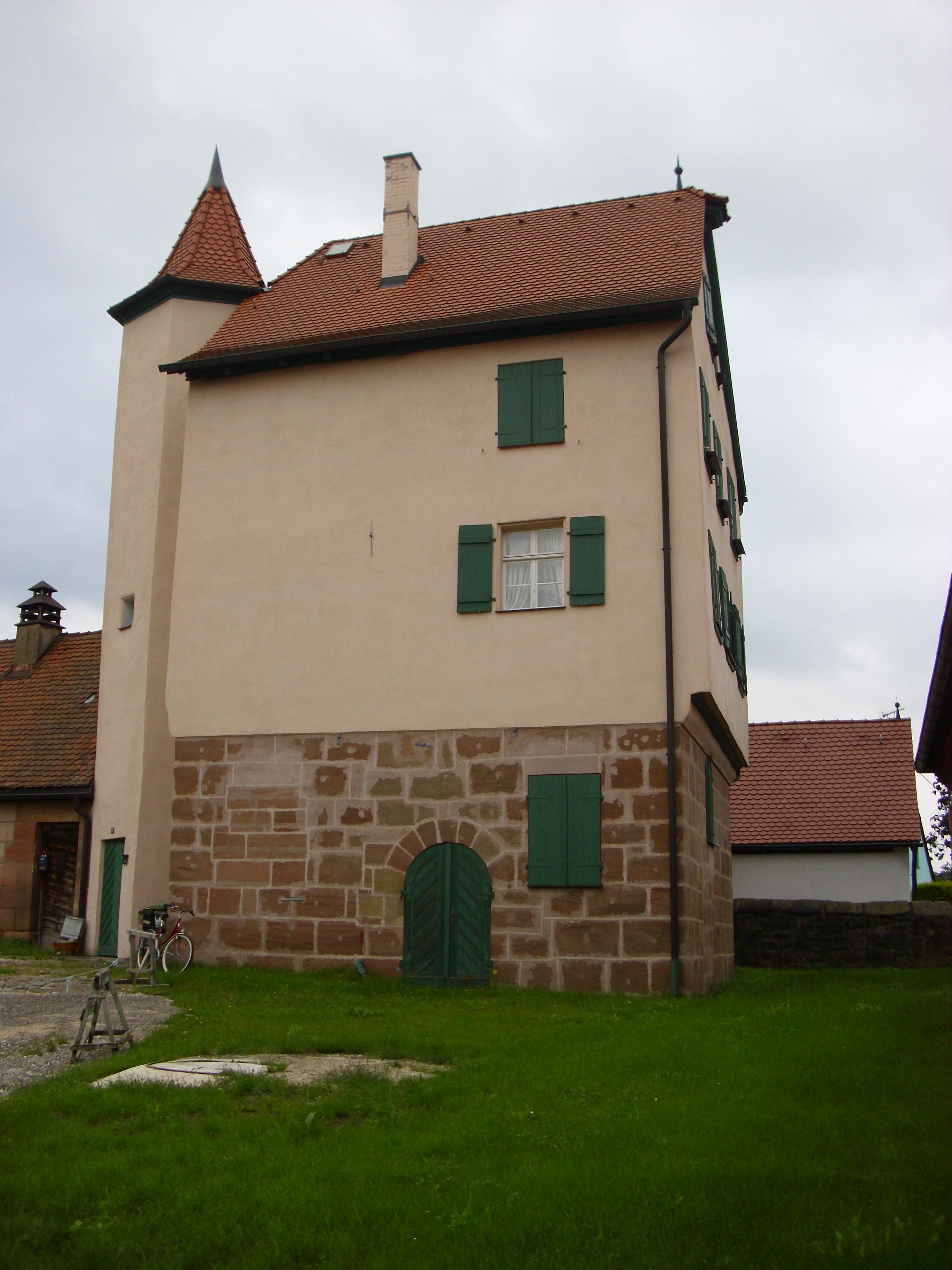
„Alter Sitz“

Das Alte Schloss (auch „Grolandscher oder Alter Sitz“) ist ein ehemaliger Herrensitz in Behringersdorf in der Gemeinde Schwaig bei Nürnberg. 

## Geschichte
Ein gewisser „Berengerus de Rukerstorf“ errichtete 1243 einen Dienstmannensitz in Behringersdorf. Der Ort befand sich im Lehensbesitz der Burggrafen von Nürnberg. Durch Heirat wurde der Besitz an die Grafen von Nassau verliehen. Diese veräußerten 1319 das Dorf an die Nürnberger Patrizierfamilie Schürstab; es kam in der Folge an die Patrizierfamilie Tucher. 
Der „Grolandsche oder Alte Sitz“ in der heutigen Schwaiger Straße 18–26 („bei der Kirche“), erbaut vermutlich von den Schürstab,  wurde wohl noch im 15. Jahrhundert von Anton Tucher an Wolf Groland verkauft, dem Jakob Groland folgte. Der 1552 im Zweiten Markgrafenkrieg weitgehend zerstörte kleine Wohnturm verfügte über mindestens zwei Obergeschosse, die jeweils eine untere und obere herrschaftliche Stube aufwiesen. Unten, wohl im Erdgeschoss, war ein Gewölberaum, in dem Wein gelagert wurde.  
1580 wurde der Sitz von Philipp Geuder an Christoph Tucher verkauft. Unter ihm wurde das Langhaus 1587 abgebrochen und durch ein neues Voithaus mit Stallungen ersetzt. Die Tucher hatten bereits 1532 das Spitalsitzlein erworben. Der ruinöse viergeschossige Turm wurde erst 1660 und dann wieder um 1715 erneuert. Ab 1719 wurde von den Tucher dann das sogenannte Neue Schloss errichtet. 
Der „Alte Sitz“ aus dieser Zeit steht noch heute im großen Ökonomiehof, es ist ein dreigeschossiger kleiner Bau, an der Nordseite ist ein sechseckiger Treppenturm mit Zeltdach.

## Beschreibung
Das Baudenkmal ist in der Liste der Baudenkmäler in Schwaig bei Nürnberg folgendermaßen beschrieben:
Herrensitz, sogenanntes Altes Schloss: dreigeschossiger turmartiger Bau, Erdgeschoss Sandstein, Obergeschosse Fachwerk verputzt, rückwärtig Treppenturm, nach 1553, erneuert 1715